# Humberto Lira Mora
José de Jésus Humberto Lira Mora es un político mexicano nacido en Texcoco, miembro del Partido Revolucionario Institucional, ha sido en dos ocasiones diputado federal, subsecretario de Gobernación y precandidato a gobernador del Estado de México.

## Biografía
Humberto Lira Mora es Licenciado en Derecho egresado de la Universidad Nacional Autónoma de México, ha sido electo diputado federal en dos ocasiones, a la XLIX Legislatura de 1973 a 1976 por el VIII Distrito Electoral Federal del Estado de México y a la LI Legislatura de 1979 a 1982 por el XIX Distrito Electoral Federal del Estado de México. El 5 de octubre de 1987 fue designado Embajador de México en República Dominicana, finalizando su misión el 15 de mayo de 1989, en que fue nombrado Secretario de Gobierno del Estado de México por el gobernador Ignacio Pichardo Pagaza; en 1994 al iniciar el gobierno de Ernesto Zedillo es nombrado Subsecretario de Protección Civil y de Prevención y Readaptación Social de la Secretaría de Gobernación, siendo titular de ésta Esteban Moctezuma y Emilio Chuayffet.
Renunció a la subsecretaría para participar como precandidato del PRI en las elecciones primarias en que sería electo el candidato de dicho partido a Gobernador del Estado de México en 1999, apareciendo de inicio como el más viable y encabezando las preferencias electorales, sin embargo, resultó derrotado por Arturo Montiel Rojas, que se convertiría en el candidato, tras este hecho y junto con otro de los aspirantes, Héctor Ximénez González, denunciaría falta de equidad y favoritismo hacia Montiel; posteriormente volvió a la Secretaría de Gobernación como subsecretario de Asuntos Religiosos siendo titular Diódoro Carrasco Altamirano, permaneciendo en dicho cargo hasta el fin del gobierno de Ernesto Zedillo, en que se alejó de la actividad política y se dedicó al ejercicio particular de su profesión.